# Kodeks Forster
Kodeks Forster (włos. Codex Forster) – zbiór notatek Leonarda da Vinci z lat 1487–1505. Znajduje się w Muzeum Wiktorii i Alberta w Londynie. Składa się z trzech tomów złożonych z pięciu kieszonkowych notatników Leonarda da Vinci, zamykanych na kołeczki. Pierwszy tom jest datowany na ok. 1505 rok. Kodeks zawiera informacje o maszynach, geometrii, przekształcaniu brył, projektowanych ubraniach. W trzecim zeszycie (z lat 1493–1496) znalazły się przepisy, sentencje moralne, studia do Pomnika konnego Franciszka Sforzy i budowli w Mediolanie, projekty urbanistyczne. Notatki poświęcone matematyce i bryłom geometrycznym pochodzą z 1505 roku, zostały spisane podczas pobytu Leonarda we Florencji.
Nazwa Kodeksu pochodzi od Johna Forstera, brytyjskiego literata, dziennikarza, redaktora, przyjaciela i biografa Charlesa Dickensa, który ofiarował Kodeks Muzeum. W Wielkiej Brytanii Kodeks znalazł się w 1876 roku.